# Kokawa
Kokawa – wieś w Polsce, w województwie śląskim, w powiecie częstochowskim, w gminie Mykanów.
Pierwsze wzmianki o miejscowości znajdują się w dokumencie księcia Władysława Opolczyka z 1373 roku. Należała wówczas do prywatnego właściciela ziemskiego. W 1403 roku przekazana została klasztorowi Panien Klarysek w Krakowie. Rozwój wsi nastąpił w pierwszych dziesięcioleciach XIX wieku. 
W lesie niedaleko wsi znajduje się zaniedbana zbiorowa mogiła żołnierzy różnych narodowości z I wojny światowej. 
W latach 1975–1998 miejscowość administracyjnie należała do województwa częstochowskiego. 
W Kokawie urodził się aktor Artur Barciś.